# 1852 in Italia

## Avvenimenti
- 4 febbraio : connubio, accordo del centro destra di Cavour con il centro sinistra di Rattazzi[1]. Il 16 maggio, Cavour si dimette dal governo piemontese[2].

- 17 marzo : Annibale De Gasparis scopre — dalla cupola nord dell'Osservatorio astronomico di Capodimonte — Psyche[3], uno dei più grandi asteroidi mai osservati, con 250 chilometri di diametro.

- 6 maggio : Leopoldo II di Toscana abroga la Costituzione che egli stesso aveva concessa nel 1848[4].

- 21 maggio : Governo D'Azeglio II nel Regno di Sardegna che succede al Governo D'Azeglio I[5]. Massimo d'Azeglio, messo in difficoltà con il rigetto di un disegno di legge sul matrimonio civile, si dimette il 22 ottobre[6].

- 5 luglio : la Camera sarda approva la legge sul matrimonio civile. Fu respinto dal Senato il 15 dicembre e definitivamente abbandonato con decreto reale il 22 dicembre[7].

- 11 luglio : creazione nel Piemonte del Corpo delle Guardie di Pubblica Sicurezza, l’origine della Polizia di stato[8].

- 4 novembre : Governo Cavour I. Camillo Cavour diventa presidente de Consiglio del Regno di Sardegna[9]. Aspira all'unità, ma è consapevole che questa non avverrà senza la guerra. Vuole preparare il Piemonte moralmente, politicamente, economicamente e diplomaticamente. Si sforza di rafforzare il potere del re contro la Chiesa e di sviluppare l'economia del Piemonte. Richiede capitali stranieri, francesi (Banca Rothschild) et britannici (Barings e Hambros)[10].

- 7 dicembre : esecuzione per impiccagione, nella valletta di Belfiore, di Enrico Tazzoli, Angelo Scarsellini, Carlo Poma, Bernardo De Canal e Giovanni Zambelli[11].

## Nati nel 1852
- 8 gennaio : Giovanni Frattini, matematico italiano, noto per i suoi contributi alla teoria dei gruppi. († 21 luglio 1925)
- 31 gennaio : Costantino Barbella, scultore. († 5 dicembre 1925)
- 5 maggio : Pietro Gasparri, cardinale, segretario di Stato della Santa Sede († 18 novembre 1934).
- 6 luglio  : Vincenzo Gemito, scultore, disegnatore e orafo. († 1 marzo 1929)
- 24 luglio : Leonardo Fea, pittore, zoologo, esploratore e naturalista. († 27 aprile 1903)
- 26 luglio : Pietro Aldi, pittore, noto per i suoi soggetti a tema storico. († 18 maggio 1888)
- 22 agosto : Alfredo Oriani, scrittore, storico e poeta. († 18 ottobre 1909)
- 31 agosto : Gaetano Previati, pittore († 21 giugno 1920).
- 14 novembre : Antonio Mancini, pittore, legato al movimento dei Macchiaioli. († 28 dicembre 1930)
- 8 dicembre : Ermanno Stradelli, esploratore, geografo e fotografo. († 21 marzo 1926)
- 10 dicembre : Antonino Paternò-Castello, politico, ministro degli Affarei esteri del Regno d'Italia dal 1905 al 1906 e dal 1910 al 1914. († 16 ottobre 1914)

## Morti nel 1852
- 9 marzo : Giacomo Conca, 65 anni, pittore neoclassico. (° 6 febbraio 1787).
- 10 marzo : Giuseppe Mazzini. (° 22 giugno 1805).
- 23 aprile : Pier Dionigi Pinelli, 47 anni, politico, deputato, presidente della camera dei deputati del regno di Sardegna e Ministro dell'interno del Regno di Sardegna sia sotto Carlo Alberto che sotto Vittorio Emanuele II. (° 25 maggio 1804)
- 26 ottobre : Vincenzo Gioberti, 51 anni, presbitero, filosofo e politico liberale, uno dei teorici e degli attori del  Risorgimento, morto in esilio a Parigi. (° 4 aprile 1801).
- 7 dicembre : Angelo Scarsellini, 29 anni,  patriota, uno dei Martiri di Belfiore. (° 8 giugno 1823)

## Calendario
| Calendario 1852 | Calendario 1852 | Calendario 1852 | Calendario 1852 | Calendario 1852 | Calendario 1852 | Calendario 1852 | Calendario 1852 | Calendario 1852 | Calendario 1852 | Calendario 1852 | Calendario 1852 | Calendario 1852 | Calendario 1852 | Calendario 1852 | Calendario 1852 | Calendario 1852 | Calendario 1852 | Calendario 1852 | Calendario 1852 | Calendario 1852 | Calendario 1852 | Calendario 1852 | Calendario 1852 | Calendario 1852 | Calendario 1852 | Calendario 1852 | Calendario 1852 | Calendario 1852 | Calendario 1852 | Calendario 1852 | Calendario 1852 | Calendario 1852 |
| --------------- | --------------- | --------------- | --------------- | --------------- | --------------- | --------------- | --------------- | --------------- | --------------- | --------------- | --------------- | --------------- | --------------- | --------------- | --------------- | --------------- | --------------- | --------------- | --------------- | --------------- | --------------- | --------------- | --------------- | --------------- | --------------- | --------------- | --------------- | --------------- | --------------- | --------------- | --------------- | --------------- |
|                 | 1               | 2               | 3               | 4               | 5               | 6               | 7               | 8               | 9               | 10              | 11              | 12              | 13              | 14              | 15              | 16              | 17              | 18              | 19              | 20              | 21              | 22              | 23              | 24              | 25              | 26              | 27              | 28              | 29              | 30              | 31              |                 |
| Gennaio         | Gi              | Ve              | Sa              | Do              | Lu              | Ma              | Me              | Gi              | Ve              | Sa              | Do              | Lu              | Ma              | Me              | Gi              | Ve              | Sa              | Do              | Lu              | Ma              | Me              | Gi              | Ve              | Sa              | Do              | Lu              | Ma              | Me              | Gi              | Ve              | Sa              |                 |
| Febbraio        | Do              | Lu              | Ma              | Me              | Gi              | Ve              | Sa              | Do              | Lu              | Ma              | Me              | Gi              | Ve              | Sa              | Do              | Lu              | Ma              | Me              | Gi              | Ve              | Sa              | Do              | Lu              | Ma              | Me              | Gi              | Ve              | Sa              | Do              |                 |                 |                 |
| Marzo           | Lu              | Ma              | Me              | Gi              | Ve              | Sa              | Do              | Lu              | Ma              | Me              | Gi              | Ve              | Sa              | Do              | Lu              | Ma              | Me              | Gi              | Ve              | Sa              | Do              | Lu              | Ma              | Me              | Gi              | Ve              | Sa              | Do              | Lu              | Ma              | Me              |                 |
| Aprile          | Gi              | Ve              | Sa              | Do              | Lu              | Ma              | Me              | Gi              | Ve              | Sa              | Do              | Lu              | Ma              | Me              | Gi              | Ve              | Sa              | Do              | Lu              | Ma              | Me              | Gi              | Ve              | Sa              | Do              | Lu              | Ma              | Me              | Gi              | Ve              |                 |                 |
| Maggio          | Sa              | Do              | Lu              | Ma              | Me              | Gi              | Ve              | Sa              | Do              | Lu              | Ma              | Me              | Gi              | Ve              | Sa              | Do              | Lu              | Ma              | Me              | Gi              | Ve              | Sa              | Do              | Lu              | Ma              | Me              | Gi              | Ve              | Sa              | Do              | Lu              |                 |
| Giugno          | Ma              | Me              | Gi              | Ve              | Sa              | Do              | Lu              | Ma              | Me              | Gi              | Ve              | Sa              | Do              | Lu              | Ma              | Me              | Gi              | Ve              | Sa              | Do              | Lu              | Ma              | Me              | Gi              | Ve              | Sa              | Do              | Lu              | Ma              | Me              |                 |                 |
| Luglio          | Gi              | Ve              | Sa              | Do              | Lu              | Ma              | Me              | Gi              | Ve              | Sa              | Do              | Lu              | Ma              | Me              | Gi              | Ve              | Sa              | Do              | Lu              | Ma              | Me              | Gi              | Ve              | Sa              | Do              | Lu              | Ma              | Me              | Gi              | Ve              | Sa              |                 |
| Agosto          | Do              | Lu              | Ma              | Me              | Gi              | Ve              | Sa              | Do              | Lu              | Ma              | Me              | Gi              | Ve              | Sa              | Do              | Lu              | Ma              | Me              | Gi              | Ve              | Sa              | Do              | Lu              | Ma              | Me              | Gi              | Ve              | Sa              | Do              | Lu              | Ma              |                 |
| Settembre       | Me              | Gi              | Ve              | Sa              | Do              | Lu              | Ma              | Me              | Gi              | Ve              | Sa              | Do              | Lu              | Ma              | Me              | Gi              | Ve              | Sa              | Do              | Lu              | Ma              | Me              | Gi              | Ve              | Sa              | Do              | Lu              | Ma              | Me              | Gi              |                 |                 |
| Ottobre         | Ve              | Sa              | Do              | Lu              | Ma              | Me              | Gi              | Ve              | Sa              | Do              | Lu              | Ma              | Me              | Gi              | Ve              | Sa              | Do              | Lu              | Ma              | Me              | Gi              | Ve              | Sa              | Do              | Lu              | Ma              | Me              | Gi              | Ve              | Sa              | Do              |                 |
| Novembre        | Lu              | Ma              | Me              | Gi              | Ve              | Sa              | Do              | Lu              | Ma              | Me              | Gi              | Ve              | Sa              | Do              | Lu              | Ma              | Me              | Gi              | Ve              | Sa              | Do              | Lu              | Ma              | Me              | Gi              | Ve              | Sa              | Do              | Lu              | Ma              |                 |                 |
| Dicembre        | Me              | Gi              | Ve              | Sa              | Do              | Lu              | Ma              | Me              | Gi              | Ve              | Sa              | Do              | Lu              | Ma              | Me              | Gi              | Ve              | Sa              | Do              | Lu              | Ma              | Me              | Gi              | Ve              | Sa              | Do              | Lu              | Ma              | Me              | Gi              | Ve              |                 |